# Rashaun Broadus
Rashaun Broadus, (nacido el 8 de abril de 1988 en Mililani Town, Hawái) es un jugador de baloncesto estadounidense con nacionalidad albanesa que forma parte de la plantilla del KK Prienai y de la Selección de baloncesto de Albania. Con 1.80 de estatura, su puesto natural en la cancha es el de base.

## Trayectoria deportiva
Es un base formado entre Western Nebraska CC (2003–2005) y BYU Cougars (2005–2007). La mayor parte de su carrera la realizaría en Lituania, jugando en multitud de equipos, salvo tres temporadas que jugaría en Rumanía, Ucrania y Polonia.
En 2016, firma por Lietuvos Rytas y jugaría el preeuropeo con la Selección de baloncesto de Albania.